# Solfara Virzì
La solfara Virzì o miniera Virzì è stata una miniera di zolfo, sita in provincia di Agrigento nelle vicinanze di Siculiana in località Virzì.
La solfatara, di proprietà di Marsala Francesca in Vecchio, era già attiva nel 1839 ed ebbe tra i suoi gabelloti i fratelli Florio; oggi essa è abbandonata.